# Herpotrichia villosa
Herpotrichia villosa är en svampart som beskrevs av Samuels & E. Müll. 1979. Herpotrichia villosa ingår i släktet Herpotrichia, ordningen Pleosporales, klassen Dothideomycetes, divisionen sporsäcksvampar och riket svampar.   Inga underarter finns listade i Catalogue of Life.